# 市村 (広島県深安郡)
市村（いちむら）は、広島県深安郡にあった村。現在の福山市蔵王町・南蔵王町に相当する区域であった。

## 地理
- 河川：芦田川[2]
- 山岳：蔵王山[2]

## 歴史
- 1889年（明治22年）4月1日、町村制の施行により、深津郡市村が単独で村制施行し、市村が発足[1][2]。
- 1898年（明治31年）10月1日、郡の統合により深安郡に所属[2][1]。
- 1956年（昭和31年）9月30日、福山市に編入され廃止[1][2]。

### 地名の由来
『日本霊異記』に記載の深津市に由来。

## 産業
- 農業、木綿[2]

## 教育
- 1890年（明治23年）市村尋常小学校開校[2]。1908年（明治41年）培遠高等小学校と合併し市村尋常高等小学校となる[2]。